# Condado de Carter (Kentucky)
O Condado de Carter é um dos 120 condados do estado americano de Kentucky. A sede do condado é Grayson, e sua maior cidade é Grayson. O condado possui uma área de 1 067 km² (dos quais 4 km² estão cobertos por água), uma população de 10 342 habitantes, e uma densidade populacional de 25 hab/km² (segundo o censo nacional de 2000). O condado foi fundado em 1838. O condado proíbe a venda de bebidas alcoólicas.